# Демирева, Мирела
Мирела Демирева (болг. Мирела Демирева, род. 28 сентября 1989, София) — болгарская прыгунья в высоту, серебряный призёр летних Олимпийских игр 2016, двукратный серебряный призёр чемпионата Европы (2016, 2018). Трёхкратная чемпионка Балкан (2015, 2016, 2019). Пятикратная чемпионка Болгарии (2007, 2008, 2011, 2013, 2014). Двукратная чемпионка Болгарии в помещении (2008, 2009).

## Биография
Родилась 28 сентября 1989 года в Софии в семье спортсменов: её отец и мать — в прошлом бегуны на короткие дистанции. С 2009 по 2014 год училась в Новом Болгарском университете на факультете политологии.
Дебютировала на международных соревнованиях в 2006 году на чемпионате мира среди юниоров в Пекине, где ей не удалось пройти в финальную часть соревнований.
В 2016 году дважды становилась серебряным призёром — на чемпионате Европы в Амстердаме и на Олимпиаде в Рио.

## Основные результаты
| Год  | Соревнования                    | Место проведения          | Место  | Результат |
| ---- | ------------------------------- | ------------------------- | ------ | --------- |
| 2006 | Чемпионат мира среди юниоров    | Пекин, Китай              | 16 (q) | 1,78 м    |
| 2007 | Чемпионат Европы среди юниоров  | Хенгело, Нидерланды       | 3      | 1,82 м    |
| 2008 | Чемпионат мира среди юниоров    | Быдгощ, Польша            | 2      | 1,86 м    |
| 2009 | Чемпионат Европы среди молодёжи | Каунас, Литва             | 7      | 1,83 м    |
| 2011 | Чемпионат Европы среди молодёжи | Острава, Чехия            | 17 (q) | 1,80 м    |
| 2012 | Чемпионат Европы                | Хельсинки, Финляндия      | 8      | 1,92 м    |
| 2013 | Чемпионат Европы в помещении    | Гётеборг, Швеция          | 7      | 1,87 м    |
| 2013 | Чемпионат мира                  | Москва, Россия            | 26 (q) | 1,83 м    |
| 2014 | Чемпионат Европы                | Цюрих, Швейцария          | 17 (q) | 1,85 м    |
| 2015 | Чемпионат Европы в помещении    | Прага, Чехия              | 13 (q) | 1,87 м    |
| 2015 | Чемпионат мира                  | Пекин, Китай              | 9      | 1,88 м    |
| 2016 | Чемпионат Европы                | Амстердам, Нидерланды     | 2      | 1,96 м    |
| 2016 | Летние Олимпийские игры         | Рио-де-Жанейро, Бразилия  | 2      | 1,97 м    |
| 2017 | Чемпионат мира                  | Лондон, Великобритания    | 7      | 1,92 м    |
| 2018 | Чемпионат мира в помещении      | Бирмингем, Великобритания | 6      | 1,89 м    |
| 2018 | Чемпионат Европы                | Берлин, Германия          | 2      | 2,00 м    |
| 2019 | Чемпионат мира                  | Доха, Катар               | 10     | 1,89 м    |
| 2021 | Летние Олимпийские игры         | Токио, Япония             | 12     | 1,93 м    |